# Малий Пінеж
Малий Піне́ж (рос. Малый Пинеж, марій. Изи Пинеж) — присілок у складі Кілемарського району Марій Ел, Росія. Входить до складу Нежнурського сільського поселення.

## Населення
Населення — 24 особи (2010; 29 у 2002).
Національний склад (станом на 2002 рік):
- марі — 83 %